# Julienne Hertz
Julienne Hertz est une dessinatrice et illustratrice française née Julienne Bing à Boulay-Moselle le 14 août 1905 et morte à Strasbourg le 23 septembre 1977.

## Œuvres

### Ouvrages
- Julienne Hertz, L’Herbe du matin, Paris, Pierre Seghers, 1955, 27 p.
- Julienne Hertz, L’Étoile, Paris, Calmann-Lévy, 1960, 205 p.

### Dessins
- Arbre, dessin (carte de vœux) 1965, Cabinet des estampes et des dessins de Strasbourg[2]
- Arbre, dessin (carte de vœux) 1966, Cabinet des estampes et des dessins de Strasbourg[3]
- Une belle année bien dessinée, dessin (carte de vœux) 1963, Cabinet des estampes et des dessins de Strasbourg[4]
- Une petite pierre pour construite votre grand succès, dessin (carte de vœux) 1965, Cabinet des estampes et des dessins de Strasbourg[3]